# Piotr Szreniawski
Piotr Antoni Szreniawski (ur. 1976) – polski prawnik, doktor habilitowany nauk prawnych, nauczyciel akademicki na Wydziale Prawa i Administracji UMCS, specjalista w zakresie polityki administracyjnej, prawa administracyjnego i nauk o administracji.

## Życiorys i praca naukowa
Studia prawnicze ukończył w roku 2001. Stopień doktora nauk prawnych uzyskał w 2005 r. na podstawie rozprawy "Administracyjnoprawne aspekty przeciwdziałania nikotynizmowi". Stopień doktora habilitowanego nauk prawnych otrzymał w 2014 r. przedkładając jako główne osiągnięcie książkę "Obowiązek w prawie administracyjnym". Jest zatrudniony na stanowisku profesora nadzwyczajnego na Wydziale Prawa i Administracji UMCS w Katedrze Prawa Administracyjnego i Nauki Administracji. Był stypendystą w USA oraz uczestniczył w wielu zagranicznych pobytach naukowych. 
Jego domeną są krótkie eseje naukowe dotyczące bardzo różnych aspektów administracji publicznej, w tym alienacji prawa, archiwów państwowych, jakości administracji publicznej, kultury prawnej, krwiodawstwa, opieki nad wilkami, pedagogiki administracji, statusu administracyjnego rzek, urzędowego optymizmu, życzliwości w administracji. Jest współautorem książek z zakresu socjologii i psychologii administracji. Był redaktorem pierwszej w Polsce monografii poświęconej e-papierosom. Swoich sympatyków skupia wokół Think Tanku Nauk Administracyjnych.

## Aktywność artystyczna
Oprócz aktywności naukowej Szreniawski pisze wiersze, aforyzmy, jest autorem zinów, komiksów i poemiksów – rozumianych jako sztuka "pomiędzy poezją i komiksem, z pogranicza poezji wizualnej i komiksu eksperymentalnego". Jedną z propagowanych przez niego form wyrazu są autowywiady – wywiady prowadzone z samym sobą za pośrednictwem wymyślonej przez siebie postaci literackiej (Adam Mickiewicz, Wróżka Zębuszka). Układa także wiersze dźwiękowe (sound poetry), tworzy happeningi, rysunki i filmy wypróbowując różne formy twórczości, nadając im swoiste nazwy, np. "paleolityki". Artystycznie posługuje się często pseudonimem "pszren". Jest też wydawcą ("Wydawnictwo piotrszreniawski"). Do końca roku 2018 wydał co najmniej 191 broszur literackich. Swoją pracownię prowadzi w Żabiej Woli niedaleko Lublina.